# František Kalousek
František Kalousek (20. prosince 1901, Bučovice – 5. dubna 1988, Brno) byl český archeolog a vysokoškolský pedagog, který se specializoval zejména na období eneolitu (tzv. šňůrová keramika) a raného středověku (Velká Morava). Jeho jméno je spjato především s archeologickým zkoumáním znojemského Hradiště sv. Hypolita (výzkum v letech 1949–1953 a 1954–1957) a s hradištěm Pohansko u Břeclavi (od roku 1958).

## Vědecká dráha
Od roku 1927 působil jako učitel dějepisu, češtiny, a zeměpisu v Bučovicích, později (v letech 1940–1945) ve Slavkově u Brna.
V letech 1932 až 1938 externě vystudoval filozofickou fakultu Masarykovy univerzity, obor archeologie, historie, dějiny umění. V roce 1945 získal titul PhDr. Téhož roku se stal odborným asistentem na Ústavu prehistorie a protohistorie na FF MU, v roce 1946 byl jmenován mimořádným profesorem na pedagogické fakultě, kde později (1949) zřídil pravěké oddělení historického semináře. Téhož roku započal s výzkumem velkomoravského Hradiště sv. Hypolita u Znojma. Zároveň přednášel i na fakultě filozofické.
V letech 1950 až 1952 byl děkanem pedagogické fakulty brněnské univerzity, v letech 1952 až 1953 prorektorem univerzity. Roku 1954 opustil František Kalousek pedagogickou fakultu a působil na fakultě filozofické, kde od roku 1958 do roku 1970 vedl katedru prehistorie.

## Studenti
Jeho studenty mimo jiné byli:
- Bořivoj Dostál
- Jaroslav Sýkora
- Miroslav Chleborád
- Radko Martin Pernička
- Alois Procházka